# Etikan
Etikan és un dels quatre regnes ugbos de l'estat d'Ondo. El títol reial és Onikan. L'actual oba (rei) és Oba Adedoyin Oyetakin, (Mafemiwa I)
El regne està format per 34 poblacions: Agba Gana, Ago Apeja, Ago Buli, Ago Egun, Ago Festus, Ago Gbobaniyi, Ago Ijebu, Ago Ikumapayi, Ago Iwabi, Ago Lubi, Ago Oluji, Aiyetitun, Araromi Etikan, Igbobi, Ikaji Etikan, Moborode, Obalende Etikan, Ode Etikan, Oja Igo Etikan, Oja Oje, Oja Osho, Oja Temidire, Oke Harama, Okonla, Okun Eikan, Ramasilo Etikan, Uba Agba, Uba Akobi, Uba Domi, Uba Etikan, Uba Kalebari, Uba Oke Kelian, Uba Ropeda, Uba Yellow.